# Parsau
Parsau település Németországban, azon belül Alsó-Szászország tartományban. Lakosainak száma 1999 fő (2023. december 31.). Parsau Klötze, Oebisfelde-Weferlingen, Giebel, Rühen, Tiddische, Bergfeld, Tülau és Brome községekkel határos.

## Népesség
A település népességének változása:
| Lakosok száma | 1850 | 1856 | 1264 | 1871 | 1915 | 1983 | 1999 |
|               | 2016 | 2017 | 2018 | 2019 | 2021 | 2022 | 2023 |